# George Wade
Le maréchal de l'armée de terre George Wade (1673–14 mars 1748) servit la Grande-Bretagne en qualité de commandant et commandant en chef des forces armées.
Wade décéda en 1748 et est enterré dans l'Abbaye de Westminster.

## Début de carrière
George Wade, né à Kilavally, Westmeath en Irlande, rejoignit l'armée britannique en 1690 et combattit notamment en Flandres en 1692 et fut promu capitaine. Durant la guerre de Succession d'Espagne (1702-1713), il fut le premier à servir sous les ordres de Marlborough et passa au grade de major puis celui de lieutenant-colonel en 1702. En 1704, il servit dans le personnel d'Henri de Massué, se distinguant à Alcántara et Vila Nova en 1706 et à la bataille d'Almansa en 1707. Il continua à gravir les échelons en obtenant le grade de général de brigade en 1708. Par la suite, il servit en tant que commandant en second sous James Stanhope à Minorque en 1708 avant de retourner en Espagne en 1710, où il obtint la promotion de major-général à la bataille de Saragosse.

## Citation dansGod Save the King
Wade est cité dans un vers ajouté officieusement à l'hymne national britannique God Save the King vers 1745 en réaction à l'invasion jacobite en Angleterre pendant la rébellion jacobite de 1745.
| Paroles en anglais | Traduction en français |
| --- | --- |
| Lord, grant that George Wade May, by Thy mighty aid, Victory bring. May he sedition hush, And like a torrent rush, Rebellious Scots to crush. God save the King ! | Seigneur, accorde au Maréchal Wade De pouvoir, de par Ton aide puissante, Obtenir la victoire. Puisse-t-il faire taire les voix de la sédition Et, à l’instar de la déferlante d’un torrent, Écraser les rebelles écossais. Que Dieu protège le Roi ! |

## Sources
- (en) Cet article est partiellement ou en totalité issu de l’article de Wikipédia en anglais intitulé « George Wade » (voir la liste des auteurs).